# Zupče
Zupče (Зупче, pronunțat în română Zupce) este un sat situat în partea de nord-vest a Kosovo. Aparține administrativ de comuna Zubin Potok. La recensământul din 1991 localitatea avea 532 locuitori. Localitatea este situată în partea de nord a provinciei, care este locuită majoritar de etnici sârbi. În noaptea de 23 - 24 noiembrie 2011 nu departe de localitate a avut loc un conflict între etnici sârbi care nu recunosc autoritatea centrală de la Priștina și trupele KFOR.